# Ru-Board
Ru-Board — один из крупнейших русскоязычных форумов, посвящённый обсуждению широкого спектра тем, включая технологии, программирование, игры, кино, музыку, литературу, а также различные аспекты повседневной жизни. Форум был основан в 2001 году и за годы существования стал важным информационным ресурсом и центром общения для пользователей Интернета на постсоветском пространстве.
Ru-Board представляет собой многопрофильное сообщество, которое привлекает пользователей разнообразных интересов. На платформе имеются разделы для обмена опытом, обсуждения технических проблем, а также для развлекательных и культурных тем. Форум активно используется для поиска информации, решения вопросов, а также для общения между людьми, имеющими схожие увлечения.
Особенности форума включают систему рейтингов и репутации участников, возможность создания тем и обсуждений, а также поддержку анонимности. Пользователи могут создавать и поддерживать анонимные аккаунты, что делает Ru-Board привлекательным для тех, кто ценит конфиденциальность.
Форум также является важным источником информации для разработчиков, энтузиастов в области технологий и культуры, а также для людей, стремящихся обменяться множеством знаний и идей по широкому кругу вопросов.
С момента своего основания Ru-Board пережил различные этапы развития и изменения, сохраняя при этом свою популярность среди русскоязычных пользователей интернета.

## История создания
В 1998 году Мусин Эдуард Анатольевич вместе с женой и дочерью репатриируется в Израиль, где проживает в г. Беэр-Шева на съёмной квартире, там у него рождаются сын и дочь. Работая на стройке, а затем занимаясь ремонтом и продажами компьютерной техники, Мусин также проходит курс повышения квалификации в технологическом колледже и изучает английский язык.
7 января 2001 года Мусин под ником batva основывает компьютерный форум Ru-Board, а технической поддержкой занимается администратор из Киева Дмитрий (ник DimoN).
Изначально форум задумывался как форум для веб-мастеров, но вскоре тематика расширяется до общекомпьютерной, где участники начинают обсуждать любые IT-проблемы, такие как: компьютерные игры, ремонт компьютеров на дому, фото- и видеотехники, программирование, графика и многое другое.
За время функционирования проект неоднократно удостаивался «премии Рунета», и выходил в лидеры по количеству пользователей и информационного наполнения. Так, в 2005 году, форум вышел по результатам голосования в «народную десятку» Премии Рунета.
В 2007 семья Мусиных вернулась в Российскую Федерацию, где получил второе, высшее юридическое образование. Семья поселилась в Новошахтинске, где он стал работать адвокатом, затем развёлся и некоторое время проживал в Протвино.
Женившись вновь, в 2013 году Мусин приехал в Оболенск, где проживает семья родителей его новой жены, и начал строить дом в некоммерческом дачном товариществе «Золотая осень», в семье появился ребёнок. В наукограде занимался юридической практикой, защищал владельцев снесённых павильонов, выступал с заявлениями о не целевом расходовании бюджетных средств, был вовлечён в споры между представителями региональных властей, неоднократно выступал с острой критикой на заседаниях совета депутатов, составлял судебные иски к чиновникам, в частности в отношении А. В. Шестуна.
К этому времени batva стал уделять ресурсу меньше внимания, однако оплачивал доменное имя и хостинг.

## Убийство Эдуарда Мусина
30 августа 2016 года в подмосковном Оболенске Эдуард Мусин возвращался домой вместе с тестем со строительства дома. Как сообщили «МК» в правоохранительных органах, трагедия произошла на рассвете.
В 5:50 утра тесть позвонил в 112 и сообщил, что его 43-летний зять упал без чувств возле подъезда дома по улице Строителей, а из его горла и носа пошла кровь.
При вскрытии тела в легком обнаружили застрявшую пулю калибра 5,62. Информация была передана в Главное следственное управление СК РФ по Московской области, было возбуждено уголовное дело.
1 сентября на форуме Ru-Board пользователь Vlad создал новую тему "Убит batva", в которой рассказал об убийстве адвоката и правозащитника Эдуарда Анатольевича Мусина, более известного на форуме под ником batva.
2 сентября, в пятницу, Эдуард Мусин был похоронен в Новошахтинске.
После убийства, полицией был изъят ноутбук с исходным кодом движка форума и доступами как вещественное доказательство, однако сообществу удалось сохранить веб-сайт, который функционирует уже порядка четверти века.
Порядка 7 лет расследование буксовало, однако в 2023 следствием было установлено, что заказчиком убийства был глава администрации Оболенска — Сергей Геннадьевич Поярков, а исполнителем директор предприятия, которое отвечало в Оболенске за благоустройство — Георгий Геннадьевич Сазончик, которому за это было обещано место депутата. Последний в помощники нанял имеющего стрелковую подготовку Дениса Баракина, пообещав ему свою должность директора после получения депутатского мандата, и тот обучил навыкам прицельной стрельбы, а заодно переделал винтовку для усиления мощности выстрела. В дальнейшем Поярков стал мэром Протвино, а Сазончик стал депутатом и получил место в общественной палате. В 2018 оба были избраны депутатами Серпуховского районного Совета. В 2023 организатор и исполнитель убийства арестованы, убийца приговорён к 12 годам заключения в колонии строгого режима с обязательством выплатить семье убитого 1 миллион рублей.

## История посещаемости
На 2006 год форум Ru-Board являлся первым по количеству тем и участников и вторым по количеству сообщений русскоязычным форумом в интернете, а его ежедневная посещаемость составляет более 30 тысяч хостов; в форум Ru-Board было отправлено более 10 миллионов сообщений. По рейтингу сайтов LiveInternet форум находится в первой десятке в категории «Компьютеры».
На момент убийства создателя в 2016-м году на форуме было зарегистрировано более 2 миллионов пользователей, опубликовано более 22 миллионов сообщений в более чем 700 тысячах тем.

## Структура форума

### Раздел «Программы»
В разделе «Программы» во многих темах в обсуждении активное участие принимают разработчики программ, как например, в теме по обсуждению программы HandyCache, а также авторы русских локализаций к программам.

### Ru-Board для системного администратора
На портале Ru-Board в разделе «в помощь сисадмину» собраны статьи, содержащие большой объём информации, необходимой системному администратору в повседневной работе. Также задать вопрос по любой тематике, связанной с системным администрированием, можно в форуме «В помощь системному администратору», а по выбору, установке и настройке операционных систем — в форуме «Операционные системы».
В статьях таких изданий, как журнал Компьютерра, Компьютерная газета ru-board был рекомендован в качестве источника информации.

### Раздел «Андеграунд»
Раздел «Андеграунд» является источником распространения так называемого вареза, в основном в виде ссылок на файлообменники вроде RapidShare. Также там можно найти серийные номера и генераторы ключей для активации программных продуктов.

### Раздел «Тестирование»
Раздел Тестирование форума Ru.Board, первоначально предназначенный для обучения новых пользователей работе с возможностями форума, стал использоваться и для других целей, в нём начали проводить флешмобы и организовывать сообщества. Ключевые темы форума обозначены в карте форума тестирование.

## Субкультура Ru-Board
Примером «местного» юмора сисадминов может служить перепечатанные минским журналом «Сетевые решения» краткие правила поведения админа на весенне-летнем отдыхе.

### Система статусов
На Ru.Board используется бонусная система, когда пользователи получают дополнительные возможности в зависимости от количества отправленных ими сообщений. Показателем уровня в этой бонусной системе является статус. Во избежание намеренного «набивания» количества сообщений, сообщения в некомпьютерных разделах и специальных темах для флейма в компьютерных разделах при подсчёте статистики не учитываются, а флейм в тематических темах строго пресекается.

#### Таблица получения статусов на форуме
- 0 сообщений — Newbie — доступ к разделам форума Андеграунд
- 32 сообщения — Junior Member — право на персональный аватар.
- 202 сообщения — Member — право на подпись, право на редактирование шапок тем, право представить свою кандидатуру на инвайт на местный трекер
- 402 сообщения — Full Member
- 602 сообщения — Advanced Member
- 2002 сообщения — Silver Member
- 5002 сообщения — Gold Member
- 10002 сообщения — Platinum Member
- Отдельная категория — персональный статус (недоступная ссылка) либо татл, который может быть присвоен пользователю за те или иные заслуги перед ресурсом, либо по иным важным причинам по решению модераторов и/или администрации.

## Проекты Ru-Board
- Компьютерный форум Ru.Board
- Фотогалерея Ru.Board — Фотографии со сходок участников Ru.Board
- Газета Ru.Board В изначальном виде и «философии» прожила 3 выпуска. 1, 2, 3
- Ru.Board — Тематический файлообмен.